# Neuville-Coppegueule
Neuville-Coppegueule è un comune francese di 594 abitanti situato nel dipartimento della Somme nella regione dell'Alta Francia.

## Società

### Evoluzione demografica
Abitanti censiti